# مایکل تیدسر
مایکل تیدسر (انگلیسی: Michael Tidser؛ زادهٔ ۱۵ ژانویهٔ ۱۹۹۰) بازیکن فوتبال اهل بریتانیا است.
از باشگاه‌هایی که در آن بازی کرده است می‌توان به باشگاه فوتبال روترهام یونایتد، باشگاه فوتبال گرینوک مورتون، باشگاه فوتبال اولدهام اتلتیک، باشگاه فوتبال اوسترشوندس، باشگاه فوتبال راس کانتی، و باشگاه فوتبال سلتیک اشاره کرد.